# إلتون دا كوستا
إلتون دا كوستا (بالبرتغالية: Elton da Costa‏) هو لاعب كرة قدم برازيلي، ولد في 15 فبراير 1979 في Condor, Rio Grande do Sul ‏ في البرازيل. لعب مع إف إس في فرانكفورت ودارمشتات 98 وكيكرز أوفنباخ ونادي آوغسبورغ ونادي أونترهاخينغ.

## وصلات خارجية
- إلتون دا كوستا على موقع قاعدة بيانات كرة القدم.إي يو (الإنجليزية)
- إلتون دا كوستا على موقع بيانات كرة القدم. دي إي (الألمانية)
- إلتون دا كوستا على موقع عالم كرة القدم.نت (الإنجليزية)